# Кастелвјел
Кастелвјел (фр. Castelviel) насеље је и општина у југозападној Француској у региону Аквитанија, у департману Жиронда која припада префектури Лангон.
По подацима из 2011. године у општини је живело 188 становника, а густина насељености је износила 23,44 становника/km². Општина се простире на површини од 8,02 km². Налази се на средњој надморској висини од 110 метара (максималној 121 m, а минималној 53 m).

## Демографија
| 1962. | 1968. | 1975. | 1982. | 1990. | 1999. | 2011. |
| ----- | ----- | ----- | ----- | ----- | ----- | ----- |
| 234   | 254   | 226   | 217   | 218   | 205   | 188   |

График промене броја становника у току последњих година